# 圆萼繁缕
圆萼繁缕（学名：Stellaria strongylosepala）为石竹科繁缕属的植物，是中国的特有植物。分布于中国大陆的内蒙古等地，目前尚未由人工引种栽培。